# Anna Louisa Karsch
Anna Louisa Karsch (1 de diciembre de 1722 en Hammer, Silesia-12 de octubre de 1791 en Berlín) fue una  y poeta alemana autodidacta de la región de Silesia, conocida por sus contemporáneos como «Die Karschin» y «la Safo alemana». : 619  Se convirtió en la primera mujer alemana en «vivir de sus propias obras literarias».

## Biografía

### Primeros años
Anna Louisa Karsch nació en una granja lechera. Su padre era cervecero y su madre posadera. A los seis años, un tío abuelo se la llevó y le enseñó a leer y escribir en alemán y en el limitado latín que él sabía. Cuando el padre de Karsch murió, su madre se la llevó de vuelta con la familia y le presentó a su nuevo padrastro. El padrastro se llevó a toda la familia a Tirschtiegel, donde Karsch trabajó como nodriza, pastora y criada de una mujer de clase media. Durante este tiempo, Karsch conoció a un pastor de ovejas que le suministraba libros. Su padrastro, descontento con su hábito de lectura, la golpeaba por su "Lesesucht ", que en alemán significa "lectomanía". A partir de entonces, Karsch leía en secreto. En 1738, a la edad de 16 años, se casó con un tejedor llamado Hiersekorn y tuvo dos hijos. En 1745, mientras estaba embarazada de su tercer bebé, Karsch obtuvo el primer divorcio de Prusia. El divorcio la dejó sin dinero, con lo que, alentada por su madre, Karsch volvió a casarse. Esta vez con un sastre alcohólico llamado Karsch. Su segundo esposo la llevó al centro de Polonia y luego a Fraustadt. El esposo de Karsch pasaba la mayor parte del tiempo bebiendo y trabajaba muy poco. : 619–620 

### Inicios como poeta
Karsch escribió un poema para la viuda y la hija de un posadero. En el funeral, un pariente vio este poema y se negó a aceptar que una mujer podría haberlo escrito. La familia lo llevó a conocer a Karsch, quien le impresionó mucho. El pariente regaló a Karsch una colección de libros de poesía. "Ella comenzó a componer Gelegenheisdichtungen (poesía conmemorativa) para bodas y diversas celebraciones locales". Sus poemas aparecieron en periódicos locales en Silesia y surgió un grupo de seguidores que eran en su mayoría pastores luteranos y sus esposas. Su talento poético creció en los círculos culturales de las casas de los pastores. Sus múltiples seguidores ayudaron a crear conexiones, suficientes para mejorar la precaria situación financiera de su familia. En enero de 1760, Karsch consiguió que su esposo abusivo y alcohólico fuera reclutado por el ejército prusiano. Esto dejó a Anna Louisa Karsch con la libertad de conseguir más logros. En el momento de la campaña de Prusia contra Austria en Silesia, conocida como las Guerras de Silesia, Karsch escribió positivamente sobre el Rey de Prusia, Federico. Karsch y el rey Federico se conocieron casualmente, inspirando a Karsch a escribir sobre sus victorias. Estas obras fueron bien recibidas y fue invitada a las casas más ricas e influyentes de la región.   : 619–620 

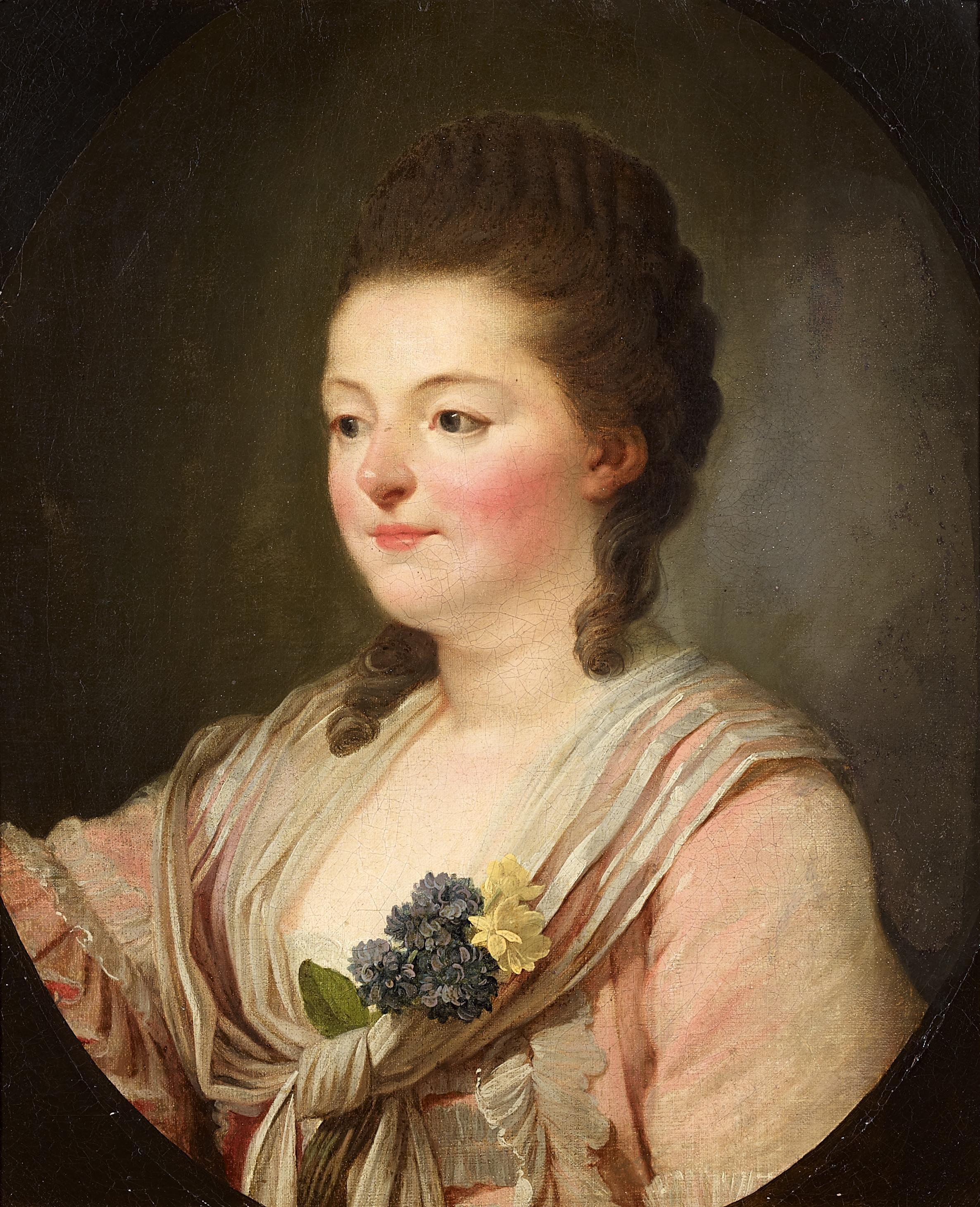
Retrato de Anna Louisa Karsch

Los dos hijos más pequeños de Karsch murieron durante este tiempo. Su pena por ellos, el miedo a la guerra y la desesperación por las dificultades financieras la llevaron a escribir "Klagen einer Witwe". En 1761, un general prusiano estaba tan fascinado por el poema que llevó a Karsch y a su hija a quedarse con su esposa en Berlín y le dio al hijo de Karsch un puesto en una finca de campo. Ella iba de un salón aristocrático a otro para conocer a la élite literaria de Prusia. La nobleza literaria quedó impresionada con su trabajo, Moses Mendelssohn habló muy bien de Karsch. Allí, en Berlín, recibió su título, "la Safo alemana", del mentor y modelo, Johann Wilhelm Ludwig Gleim . "La Safo alemana" es una referencia a la poeta griega arcaica, Safo, que escribió poesía lírica. Karsch se enamoró de Gleim, quien no podía corresponder a  su afecto. Sin embargo, Gleim publicó dos volúmenes de su poesía, en 1764 y 1772. La correspondencia de Karsch, particularmente sus cartas a Gleim, se suele considerar como otro de sus logros literarios. : 619–620 
Aceptando invitaciones, viajó a Magdeburgo y Halberstadt.  Karsch trabajó como Passionkantate con la hermana del rey en Magdeburgo. Fue allí donde Karsch alcanzó su pico más alto de popularidad, Karsch se presentó con éxito como autodidacta, como Naturdichterin. Federico II acordó darle una pensión y construir una casa para ella, pero su novedad en la corte pasó y cayó en la pobreza. A la muerte del rey, ella se acercó a su sucesor, Federico Guillermo II en 1787, y él accedió a cumplir la promesa, llamándola "Deutschlands Dichterin", la poeta de Alemania. Se construyó una casa para Karsch, y vivió en ella, componiendo poesía hasta su muerte en 1791. Su monumento se puede ver en el muro exterior de la Sophienkirche de Berlín.
Su hija Caroline Louise von Klencke se convirtió en una respetada poeta y dramaturga, y su nieta Helmina von Chézy (1783-1856), nacida Wilhelmine von Klencke en Berlín, se convirtió en escritora, cuya obra Rosamunde (1823) es recordada porque Franz Schubert escribió música instrumental para ella; también fue la libretista de Euryanthe de Carl Maria von Weber . 

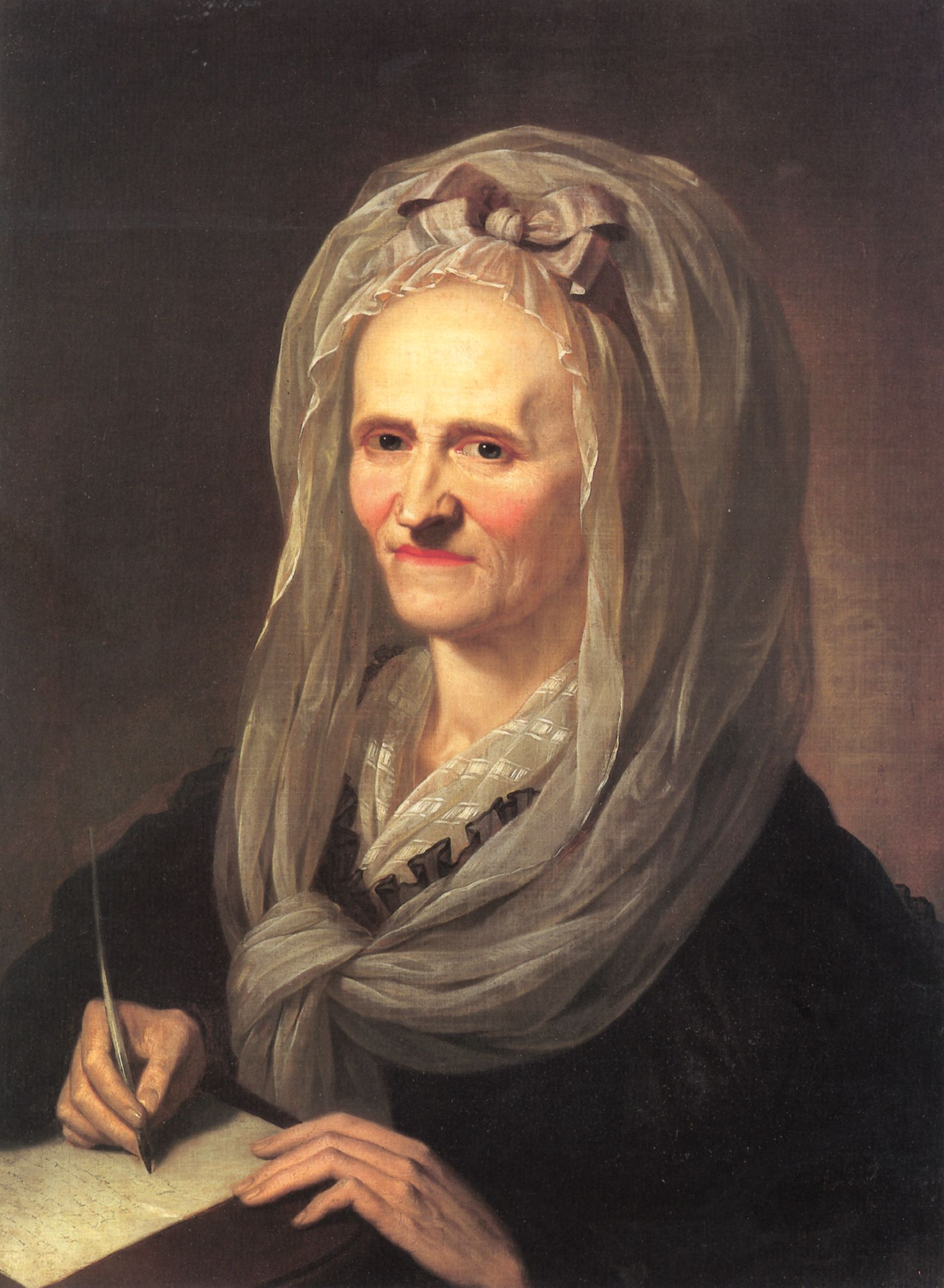
Retrato de Anna Louisa Karsch por Karl Christian Kehrer, 1791

## Obras
Obras publicadas de Anna Louisa Karsch citadas por An Encyclopedia of Continental Women Writers . : 620 
- Auserlesene Gedichte [Poemas seleccionados] (1764)
- Einige Oden über verschiedene hohe Gegenstände [Algunas odas sobre diversos temas importantes] (1764)
- Poetische Einfälle, ereste Sammlung [Ideas poéticas, primera colección] (1764)
- Kleinigkeiten [Trivialidades] (1765)
- Neve Gedichte [Nuevos poemas] (1772)
- Gedichte [Poemas] (1792), con dibujo biológico de su hija.